# エフェ・ソジェ
エフェ・ソジェ（Efetobore Peter Sodje、1972年10月5日 - ）は、ナイジェリアの元サッカー選手。元ナイジェリア代表。ポジションはディフェンダー。

## 来歴
2000年にナイジェリア代表デビュー。2002 FIFAワールドカップのメンバーにも選ばれ、2試合に出場した。2004年までに12試合に出場、1得点をあげた。

## 代表歴

### 出場大会
- ナイジェリア代表
  - 2002 FIFAワールドカップ

### 試合数
- 国際Aマッチ 12試合 1得点（2000年-2004年）[1]

| ナイジェリア代表 | 国際Aマッチ | 国際Aマッチ |
| 年               | 出場        | 得点        |
| ---------------- | ----------- | ----------- |
| 2000             | 2           | 0           |
| 2001             | 0           | 0           |
| 2002             | 7           | 1           |
| 2003             | 2           | 0           |
| 2004             | 1           | 0           |
| 通算             | 12          | 1           |